# Tuipapagáj
A tuipapagáj (Brotogeris sanctithomae) a madarak osztályának papagájalakúak (Psittaciformes) rendjébe és a papagájfélék (Psittacidae) családjába tartozó faj.

## Rendszerezése
A fajt Philipp Ludwig Statius Müller német ornitológus írta le 1776-ban, a Psittacus nembe Psittacus St. Thomae néven.

## Alfajai
- Brotogeris sanctithomae sanctithomae (Statius Muller, 1776)
- Brotogeris sanctithomae takatsukasae Neumann, 1931[2]

## Előfordulása
Bolívia, Brazília, Ecuador, Kolumbia és Peru területén honos. Természetes élőhelyei a szubtrópusi és trópusi síkvidéki esőerdők és mocsári erdők, folyók és patakok környékén. Állandó, nem vonuló faj.

## Megjelenése
Testhossza 17 centiméter, testtömege 59 gramm.
|  |

## Természetvédelmi helyzete
Az elterjedési területe rendkívül nagy, egyedszáma pedig stabil. A Természetvédelmi Világszövetség Vörös listáján nem fenyegetett fajként szerepel.

## Külső hivatkozások
- Képek az interneten a fajról
- Xeno-canto.org - a faj hangja és elterjedési területe